# ومبدیتهلم
ومبدیتهلم (به انگلیسی: Vembadithalam) یک روستا در هند است که در Salem district واقع شده‌است.

## خصوصیات
ومبدیتهلم ۱۰٬۰۳۴ نفر جمعیت دارد و ۲۵۷ متر بالاتر از سطح دریا واقع شده‌است.